# Skalka (Prostějovi járás)
Skalka település Csehországban, a Prostějovi járásban. Skalka Pivín, Výšovice és Čelčice településekkel határos. Lakosainak száma 272 fő (2024. január 1.).

## Népesség
A település lakosságának változását az alábbi diagram mutatja:
| Lakosok száma | 237  | 262  | 367  | 308  | 263  | 252  | 248  | 253  | 274  | 272  |
|               | 1869 | 1890 | 1921 | 1950 | 1980 | 2001 | 2017 | 2019 | 2022 | 2024 |